# Escuelas Públicas de la Ciudad de Manassas
Las Escuelas Públicas de la Ciudad de Manassas (Manassas City Public Schools, MCPS en inglés) es el distrito escolar en Virginia, Estados Unidos. El distrito tiene escuelas en la Ciudad de Manassas.

## Escuelas
- Osbourn High School
- Grace E. Metz Middle School
- Mayfield Intermediate School
- Baldwin Elementary School
- Jennie Dean Elementary School
- Richard C. Haydon Elementary School
- George C. Round Elementary School
- Weems Elementary School